# Taça de Portugal 1980/81
Die Taça de Portugal 1980/81 war die 41. Austragung des portugiesischen Pokalwettbewerbs. Er wurde vom portugiesischen Fußballverband ausgetragen. Im Finale am 6. Juni 1981 kam es im Estádio Nacional von Oeiras zur Neuauflage des letztjährigen Endspiels. Benfica Lissabon setzte sich erneut gegen den FC Porto durch. Da Benfica auch die Meisterschaft gewann und am Europapokal der Landesmeister 1981/82 teilnahm, war der unterlegene Finalist für den Europapokal der Pokalsieger 1981/82 qualifiziert.
Alle Begegnungen wurden in einem Spiel ausgetragen. Bei unentschiedenem Ausgang wurde zur Ermittlung des Siegers eine Verlängerung gespielt. Stand danach kein Sieger fest, wurde das Spiel wiederholt.

## Teilnehmende Teams
| Primeira Divisão (16) | Segunda Divisão (48) | Segunda Divisão (48) | Distrikte (4) |
| --- | --- | --- | --- |
| - Académica de Coimbra - Académico de Viseu FC - Amora FC - Belenenses Lissabon - Benfica Lissabon - Sporting Braga - Boavista Porto - SC Espinho - Marítimo Funchal - FC Penafiel - Portimonense SC - FC Porto - Sporting Lissabon - Varzim SC - Vitória Guimarães - Vitória Setúbal | - RD Águeda - GC Alcobaça - Amarante FC - SC Beira-Mar - CD Beja - Benfica e Castelo Branco - GD Bragança - Caldas SC - SL Cartaxo - GD Chaves - CD Cova da Piedade - SC Covilhã - GD da Quimigal Barreiro - Ermesinde SC - GD Estoril Praia - CF Estrela Amadora - SC Estela Portalegre - AD Fafe - FC Famalicão - SC Farense - Gil Vicente FC - Juventude Évora - Leixões SC - Lusitano GC Évora | - SC Lusitânia - SC Mirandela - CD Montijo - Nacional Funchal - GD Nazarenos - Odivelas FC - Oliveira do Bairro SC - UD Oliveirense - Clube Oriental de Lisboa - FC Paços de Ferreira - CD Portalegrense - Rio Ave FC - GD Riopele - SG Sacavenense - SC Salgueiros - AD Sanjoanense - Silves FC - SC União Torreense - União Lamas - União Leiria - UD Santarém - Vasco da Gama AC - Sport Viseu e Benfica - FC Vizela | - FC Angrense (Azoren) - Águia CD (Azoren) - FC Madalena (Azoren) - AD Machico (Madeira) |
| Terceira Divisão (96) | | | |
| - AR Aguiarense - GD Águias Camarate - SC Alba - AC Alcanenense - GD Alcochetense - CDR Alferrarede - SC Mineiro Aljustrelense - Almada AC - FC Alverca - ACR Alvorense - Anadia FC - Atlético CP - Desportivo Aves - SC Barco - FC Barreirense - SCE Bombarralense - CF Bucelenses - CRD Cabeça Gorda - Atlético Cabeceirense - Caçadores Taipas - Juventude Campinense - SC Campomaiorense - União Futebol Comércio e Indústria - GD Coruchense | - O Elvas CAD - SC Esmoriz - Esperança Atlético - CF Esperança Lagos - CD Estarreja - Febres SC - CD Feirense - AD Fornos de Algodres - AD Guarda - GF Guiense - FC Infesta - SC Lamego - Leça FC - SC Leiria e Marrazes - AD Limianos - FC Lixa - GS Loures - CD Lousanense - Lusitano FC Vildemoinhos - Lusitano VRSA - Lusitânia Lourosa - CF Marialvas - AC Malveira - GD Mangualde            | - AC Marinhense - Merelinense FC - GD Mirandês - FC Mogadourense - Desportivo Monção - Moreirense FC - Naval 1º de Maio - Neves FC - Sport Nisa e Benefica - SC Olhanense - SL Olivais - GD de Oliveira de Frades - AD Oliveirense - CD Paços de Brandão - USC Paredes - CD Pataiense - GD Pescadores - Paio Pires FC - SC Penalva Castelo - CA Pêro Pinheiro - GD Peniche - Sporting Pombal - GD Prado - GD Ribeirão   | - UD Rio Maior - AR São Martinho - GD Sesimbra - FC Seixal - URD Tires - FC Tirsense - CD Tondela - CD Torres Novas - CF Trafaria - União Santiago do Cacém - União de Coimbra - União Madeira - União de Montemor - União de Tomar - UD Valonguense - UD Vilafranquense - SC Vila Real - Vilanovense FC - CF Os Vilanovenses - Vitória Lissabon - CF Valadares - CA Valdevez - SC Vianense - ID Vieirense |

## 1. Runde
Die Vereine der Primeira Divisão stiegen erst in der 2. Runde ein. Die Spiele fanden am 27. und 28. September 1980 statt.
|                          | Ergebnis  |                                    |
| ------------------------ | --------- | ---------------------------------- |
| Nacional Funchal         | 3:1       | AD Oliveirense                     |
| ACR Alvorense            | 1:3       | Juventude Évora                    |
| O Elvas CAD              | 3:1       | GD da Quimigal Barreiro            |
| FC Madalena              | 2:1       | CF Trafaria                        |
| Sport Viseu e Benfica    | 0:1       | Naval 1º de Maio                   |
| União de Coimbra         | 1:0       | GD Nazarenos                       |
| AR São Martinho          | 1:3 n. V. | SC Vila Real                       |
| CA Pêro Pinheiro         | 1:2       | FC Alverca                         |
| CD Pataiense             | 2:0       | AC Alcanenense                     |
| GD Pescadores            | 2:1       | SC Olhanense                       |
| UD Rio Maior             | 0:1       | Oliveira do Bairro SC              |
| USC Paredes              | 0:1       | Desportivo Monção                  |
| Rio Ave FC               | 6:1 n. V. | Caçadores Taipas                   |
| CD Portalegrense         | 2:1 n. V. | SL Cartaxo                         |
| UD Oliveirense           | 2:0       | SC Alba                            |
| GD de Oliveira de Frades | 1:0       | GD Riopele                         |
| Neves FC                 | 0:1       | Desportivo Aves                    |
| SG Sacavenense           | 3:0       | União Futebol Comércio e Indústria |
| AD Limianos              | 0:2       | União Lamas                        |
| FC Paços de Ferreira     | 2:0       | SC Vianense                        |
| CF Marialvas             | 0:1       | União Leiria                       |
| Paio Pires FC            | 0:2 n. V. | SL Olivais                         |
| SC Lamego                | 3:1       | FC Mogadourense                    |
| UD Valonguense           | 3:1       | GD Bragança                        |
| CA Valdevez              | 0:0 n. V. | CD Paços de Brandão                |
| Vasco da Gama AC         | 3:1       | FC Angrense                        |
| ID Vieirense             | 1:2       | Caldas SC                          |
| Vitória Lissabon         | 3:2       | GD Sesimbra                        |
| CF Os Vilanovenses       | 2:1       | SC Penalva Castelo                 |
| URD Tires                | 2:0       | Almada AC                          |
| CD Torres Novas          | 0:2       | SC Estela Portalegre               |
| SCE Bombarralense        | 1:0       | Sport Nisa e Benefica              |
| SC Beira-Mar             | 2:0       | Febres SC                          |
| Moreirense FC            | 0:0 n. V. | FC Lixa                            |
| FC Tirsense              | 3:1 n. V. | GD Prado                           |
| SC União Torreense       | 4:1       | Sporting Pombal                    |
| SC Salgueiros            | 2:3       | GD Ribeirão                        |
| SC Mirandela             | 1:1 n. V. | Lusitânia Lourosa                  |
| SC Campomaiorense        | 2:1       | UD Santarém                        |
| Juventude Campinense     | 1:4       | CD Cova da Piedade                 |
| GD Águias Camarate       | 3:1       | FC Seixal                          |
| CD Montijo               | 0:2       | UD Vilafranquense                  |
| GD Coruchense            | 3:1       | Lusitano FC Vildemoinhos           |
| CF Esperança Lagos       | 3:0       | Atlético CP                        |
| SC Esmoriz               | 0:4       | Atlético Cabeceirense              |
| Ermesinde SC             | 2:0       | Amarante FC                        |
| CRD Cabeça Gorda         | 1:0       | Lusitano VRSA                      |
| CF Bucelenses            | 1:2       | União Santiago do Cacém            |
| GD Alcochetense          | 1:4       | União Madeira                      |
| Águia CD                 | 1:4       | SC Lusitânia                       |
| AD Sanjoanense           | 6:0       | FC Infesta                         |
| CDR Alferrarede          | 0:1       | RD Águeda                          |
| SC Mineiro Aljustrelense | 1:2       | FC Barreirense                     |
| SC Barco                 | 2:4       | Benfica e Castelo Branco           |
| AC Marinhense            | 3:0 n. V. | União de Tomar                     |
| CD Estarreja             | 2:1 n. V. | CF Valadares                       |
| CF Estrela Amadora       | 1:0       | CD Beja                            |
| Lusitano GC Évora        | 2:1       | Clube Oriental de Lisboa           |
| CD Lousanense            | 4:5       | AD Guarda                          |
| GF Guiense               | 0:2       | GD Peniche                         |
| AD Machico               | 0:2       | SC Farense                         |
| AC Malveira              | 0:1       | GD Estoril Praia                   |
| Merelinense FC           | 4:2       | GD Mirandês                        |
| GD Mangualde             | 1:2 n. V. | Anadia FC                          |
| GC Alcobaça              | 6:1       | Esperança Atlético                 |
| AD Fornos de Algodres    | 1:2 n. V. | SC Covilhã                         |
| Odivelas FC              | 3:0       | União de Montemor                  |
| Leça FC                  | 1:2 n. V. | Leixões SC                         |
| FC Famalicão             | 1:0       | Gil Vicente FC                     |
| Silves FC                | 4:0       | GS Loures                          |
| CD Tondela               | 1:1 n. V. | SC Leiria e Marrazes               |
| CD Feirense              | 4:1       | AR Aguiarense                      |
| FC Vizela                | 0:0 n. V. | Vilanovense FC                     |
| AD Fafe                  | 2:0       | GD Chaves                          |

### Wiederholungsspiele
|                      | Ergebnis  |               |
| -------------------- | --------- | ------------- |
| Vilanovense FC       | 3:0       | FC Vizela     |
| SC Leiria e Marrazes | 4:2       | CD Tondela    |
| CD Paços de Brandão  | 2:1       | CA Valdevez   |
| FC Lixa              | 3:2       | Moreirense FC |
| Lusitânia Lourosa    | 3:0 n. V. | SC Mirandela  |

## Hoffnungsrunde
Die Verlierer der 1. Runde bekamen eine zweite Chance. Die Spiele fanden am 25. und 26. Oktober 1980 statt.
|                                    | Ergebnis  |                          |
| ---------------------------------- | --------- | ------------------------ |
| GD Mangualde                       | 2:0       | SC Alba                  |
| CF Bucelenses                      | 3:1       | AD Oliveirense           |
| CA Pêro Pinheiro                   | 1:0       | AC Malveira              |
| GD Prado                           | 2:1       | GD Bragança              |
| GD da Quimigal Barreiro            | 2:0       | GS Loures                |
| SC Penalva Castelo                 | 2:3       | CD Torres Novas          |
| Paio Pires FC                      | 1:2       | Almada AC                |
| GD Nazarenos                       | 3:1       | Sport Viseu e Benfica    |
| UD Rio Maior                       | 3:0       | CDR Alferrarede          |
| USC Paredes                        | 2:0       | FC Infesta               |
| AR São Martinho                    | 0:0 n. V. | Leça FC                  |
| CF Valadares                       | 2:1       | SC Vianense              |
| ID Vieirense                       | 3:0       | União de Tomar           |
| UD Santarém                        | 4:0       | Lusitano FC Vildemoinhos |
| CF Trafaria                        | 1:0       | SC Mineiro Aljustrelense |
| CF Marialvas                       | 2:0       | SL Cartaxo               |
| SC Olhanense                       | 1:0       | Atlético CP              |
| GD Riopele                         | 5:1       | SC Esmoriz               |
| Clube Oriental de Lisboa           | 3:0       | FC Seixal                |
| Juventude Campinense               | 3:0       | AD Machico               |
| União Futebol Comércio e Indústria | 2:1       | Águia CD                 |
| CD Beja                            | 3:1 n. V. | Lusitano VRSA            |
| SC Barco                           | 2:1       | CD Lousanense            |
| FC Angrense                        | 2:2 n. V. | GD Sesimbra              |
| AC Alcanenense                     | 3:0       | GF Guiense               |
| GD Alcochetense                    | 0:2       | CD Montijo               |
| ACR Alvorense                      | 1:0       | União de Montemor        |
| Esperança Atlético                 | 2:3 n. V. | Sporting Pombal          |
| FC Vizela                          | 0:1       | SC Salgueiros            |
| GD Mirandês                        | 0:2       | AD Limianos              |
| FC Mogadourense                    | 3:0       | CA Valdevez              |
| Neves FC                           | 2:0       | Moreirense FC            |
| SC Mirandela                       | 1:0       | Amarante FC              |
| GD Chaves                          | 0:1       | Caçadores Taipas         |
| Febres SC                          | 1:1 n. V. | CD Tondela               |
| AD Fornos de Algodres              | 2:1       | Sport Nisa e Benefica    |
| AR Aguiarense                      | 1:2       | Gil Vicente FC           |

### Wiederholungsspiele
|             | Ergebnis |                 |
| ----------- | -------- | --------------- |
| CD Tondela  | 0:1      | Febres SC       |
| Leça FC     | 1:0      | AR São Martinho |
| GD Sesimbra | 3:1      | FC Angrense     |

## 2. Runde
Qualifiziert waren die 74 Sieger der 1. Runde, die 37 Sieger der Hoffnungsrunde, sowie die 16 Teams der Primeira Divisão. Die Spiele fanden zwischen dem 3. und 21. Januar 1981 statt.
Freilos: União de Coimbra
|                                    | Ergebnis  |                          |
| ---------------------------------- | --------- | ------------------------ |
| AC Alcanenense                     | 1:2       | AD Fafe                  |
| Boavista Porto                     | 3:2 n. V. | GD Estoril Praia         |
| UD Santarém                        | 0:1       | SC Estela Portalegre     |
| Caçadores Taipas                   | 2:2 n. V. | FC Paços de Ferreira     |
| União Futebol Comércio e Indústria | 0:1 n. V. | Académico de Viseu FC    |
| Benfica e Castelo Branco           | 0:3       | Benfica Lissabon         |
| Belenenses Lissabon                | 4:1       | CD Paços de Brandão      |
| CF Bucelenses                      | 4:2       | ACR Alvorense            |
| Atlético Cabeceirense              | 1:1 n. V. | SC Olhanense             |
| SC Barco                           | 2:1 n. V. | SL Olivais               |
| CRD Cabeça Gorda                   | 1:0       | FC Penafiel              |
| Vitória Guimarães                  | 1:2 n. V. | SG Sacavenense           |
| UD Vilafranquense                  | 0:1       | CD Beja                  |
| União Lamas                        | 1:0       | SC Salgueiros            |
| GD Águias Camarate                 | 5:1       | CD Estarreja             |
| Vitória Setúbal                    | 1:0       | Caldas SC                |
| Académica de Coimbra               | 5:1       | FC Alverca               |
| AC Marinhense                      | 2:0       | Naval 1º de Maio         |
| GD Coruchense                      | 0:0 n. V. | GD de Oliveira de Frades |
| FC Lixa                            | 1:0       | Vitória Lissabon         |
| Leça FC                            | 1:1 n. V. | FC Tirsense              |
| Odivelas FC                        | 1:2 n. V. | SC União Torreense       |
| Silves FC                          | 1:0       | FC Barreirense           |
| GD Peniche                         | 2:0       | Febres SC                |
| FC Famalicão                       | 5:1       | FC Mogadourense          |
| Amora FC                           | 4:2       | AD Fornos de Algodres    |
| CD Montijo                         | 1:0       | CF Valadares             |
| CF Trafaria                        | 0:1       | União Leiria             |
| Ermesinde SC                       | 3:2 n. V. | URD Tires                |
| CF Esperança Lagos                 | 1:0 n. V. | UD Valonguense           |
| Juventude Campinense               | 0:2       | AD Limianos              |
| CD Torres Novas                    | 0:1       | FC Porto                 |
| GD Mangualde                       | 1:1 n. V. | Almada AC                |
| FC Madalena                        | 1:2       | Vilanovense FC           |
| Merelinense FC                     | 1:0       | Oliveira do Bairro SC    |
| SC Mirandela                       | 1:0       | CF Marialvas             |
| Neves FC                           | 1:0       | SC Vila Real             |
| Desportivo Monção                  | 3:0       | Desportivo Aves          |
| Lusitano GC Évora                  | 1:0       | CA Pêro Pinheiro         |
| Lusitânia Lourosa                  | 3:1       | ID Vieirense             |
| GC Alcobaça                        | 1:0       | UD Rio Maior             |
| GD Sesimbra                        | 3:0 n. V. | O Elvas CAD              |
| AD Guarda                          | 2:1       | União Santiago do Cacém  |
| Juventude Évora                    | 0:2       | CF Estrela Amadora       |
| Leixões SC                         | 3:2       | CF Os Vilanovenses       |
| GD Nazarenos                       | 0:1       | SC Covilhã               |
| Clube Oriental de Lisboa           | 0:0 n. V. | Nacional Funchal         |
| Sporting Braga                     | 4:2       | Sporting Lissabon        |
| Portimonense SC                    | 1:0       | CD Cova da Piedade       |
| SC Farense                         | 3:0       | CD Portalegrense         |
| SC Lamego                          | 2:0       | Anadia FC                |
| Sporting Pombal                    | 2:1       | Gil Vicente FC           |
| SC Leiria e Marrazes               | 1:0 n. V. | RD Águeda                |
| SCE Bombarralense                  | 1:2 n. V. | SC Campomaiorense        |
| CD Pataiense                       | 0:2       | SC Espinho               |
| USC Paredes                        | 5:0       | UD Oliveirense           |
| GD da Quimigal Barreiro            | 1:1 n. V. | GD Prado                 |
| GD Pescadores                      | 2:2 n. V. | GD Riopele               |
| GD Ribeirão                        | 0:1       | SC Beira-Mar             |
| Rio Ave FC                         | 2:1       | AD Sanjoanense           |
| Vasco da Gama AC                   | 4:0       | SC Lusitânia             |
| CD Feirense                        | 1:0       | Marítimo Funchal         |
| União Madeira                      | 0:2       | Varzim SC                |

### Wiederholungsspiele
|                          | Ergebnis              |                          |
| ------------------------ | --------------------- | ------------------------ |
| FC Paços de Ferreira     | 2:0 n. V.             | Caçadores Taipas         |
| GD Prado                 | 0:0 n. V. (3:4 i. E.) | GD da Quimigal Barreiro  |
| FC Tirsense              | 2:4                   | Leça FC                  |
| GD de Oliveira de Frades | 3:0                   | GD Coruchense            |
| Almada AC                | 5:0                   | GD Mangualde             |
| GD Riopele               | 3:0                   | GD Pescadores            |
| SC Olhanense             | 2:0 n. V.             | Atlético Cabeceirense    |
| Nacional Funchal         | 2:0                   | Clube Oriental de Lisboa |

## 3. Runde
Die Spiele fanden am 31. Januar und 1. Februar 1981 statt.
|                         | Ergebnis  |                          |
| ----------------------- | --------- | ------------------------ |
| CRD Cabeça Gorda        | 1:0       | Leixões SC               |
| Académica de Coimbra    | 6:1       | Neves FC                 |
| SG Sacavenense          | 3:2       | AD Guarda                |
| Sporting Braga          | 3:0       | GD Sesimbra              |
| GD Riopele              | 6:0       | Almada AC                |
| GD da Quimigal Barreiro | 3:0       | SC União Torreense       |
| FC Paços de Ferreira    | 1:0       | Varzim SC                |
| SC Espinho              | 1:1 n. V. | Vasco da Gama AC         |
| Rio Ave FC              | 0:1       | FC Porto                 |
| Sporting Pombal         | 2:2 n. V. | União Leiria             |
| Vilanovense FC          | 0:2       | GD de Oliveira de Frades |
| Vitória Setúbal         | 2:0       | SC Beira-Mar             |
| União Lamas             | 1:0       | FC Lixa                  |
| União de Coimbra        | 0:2       | Benfica Lissabon         |
| Desportivo Monção       | 0:1       | Boavista Porto           |
| SC Farense              | 2:0       | Lusitano GC Évora        |
| SC Mirandela            | 1:2       | USC Paredes              |
| Ermesinde SC            | 1:3       | GC Alcobaça              |
| CF Esperança Lagos      | 2:0       | SC Leiria e Marrazes     |
| CD Beja                 | 1:0       | Merelinense FC           |
| CF Bucelenses           | 3:1       | GD Águias Camarate       |
| SC Barco                | 0:3       | Nacional Funchal         |
| Belenenses Lissabon     | 2:0       | SC Campomaiorense        |
| CF Estrela Amadora      | 2:0       | CD Montijo               |
| SC Estela Portalegre    | 2:0       | AC Marinhense            |
| GD Peniche              | 0:1       | FC Famalicão             |
| Lusitânia Lourosa       | 2:0       | SC Olhanense             |
| CD Feirense             | 0:1       | SC Covilhã               |
| Silves FC               | 0:0 n. V. | Portimonense SC          |
| Amora FC                | 2:0       | AD Fafe                  |
| Leça FC                 | 0:0 n. V. | SC Lamego                |
| Académico de Viseu FC   | 4:0       | AD Limianos              |

### Wiederholungsspiele
|                  | Ergebnis |                 |
| ---------------- | -------- | --------------- |
| União Leiria     | 4:0      | Sporting Pombal |
| SC Lamego        | 1:0      | Leça FC         |
| Vasco da Gama AC | 2:0      | SC Espinho      |
| Portimonense SC  | 2:1      | Silves FC       |

## 4. Runde
Die Spiele fanden am 1. März 1981 statt.
|                          | Ergebnis  |                      |
| ------------------------ | --------- | -------------------- |
| Vitória Setúbal          | 9:0       | USC Paredes          |
| União Leiria             | 1:0       | Académica de Coimbra |
| SC Lamego                | 0:1 n. V. | Belenenses Lissabon  |
| Académico de Viseu FC    | 2:1       | Portimonense SC      |
| CF Esperança Lagos       | 2:0       | Lusitânia Lourosa    |
| Vasco da Gama AC         | 1:2       | Benfica Lissabon     |
| GD de Oliveira de Frades | 2:0       | CRD Cabeça Gorda     |
| SC Farense               | 0:2       | FC Porto             |
| SC Covilhã               | 0:0 n. V. | Amora FC             |
| CF Estrela Amadora       | 1:0 n. V. | CD Beja              |
| Boavista Porto           | 3:1       | GC Alcobaça          |
| SC Estela Portalegre     | 0:0 n. V. | SG Sacavenense       |
| FC Famalicão             | 3:1 n. V. | GD Riopele           |
| GD da Quimigal Barreiro  | 1:1 n. V. | Sporting Braga       |
| FC Paços de Ferreira     | 1:0       | União Lamas          |
| CF Bucelenses            | 0:2       | Nacional Funchal     |

### Wiederholungsspiele
|                | Ergebnis |                         |
| -------------- | -------- | ----------------------- |
| Sporting Braga | 2:0      | GD da Quimigal Barreiro |
| SG Sacavenense | 3:1      | SC Estela Portalegre    |
| Amora FC       | 2:1      | SC Covilhã              |

## Achtelfinale
Die Spiele fanden am 29. März 1981 statt.
|                          | Ergebnis  |                       |
| ------------------------ | --------- | --------------------- |
| SG Sacavenense           | 0:4       | Benfica Lissabon      |
| Sporting Braga           | 2:0       | Académico de Viseu FC |
| Vitória Setúbal          | 1:0 n. V. | União Leiria          |
| GD de Oliveira de Frades | 1:0       | FC Paços de Ferreira  |
| Nacional Funchal         | 0:3       | FC Porto              |
| CF Esperança Lagos       | 4:3 n. V. | Amora FC              |
| FC Famalicão             | 3:0       | CF Estrela Amadora    |
| Belenenses Lissabon      | 1:0       | Boavista Porto        |

## Viertelfinale
Die Spiele fanden am 19. April 1981 statt.
|                          | Ergebnis |                     |
| ------------------------ | -------- | ------------------- |
| Vitória Setúbal          | 1:0      | Sporting Braga      |
| GD de Oliveira de Frades | 0:2      | Belenenses Lissabon |
| FC Porto                 | 5:0      | FC Famalicão        |
| CF Esperança Lagos       | 1:2      | Benfica Lissabon    |

## Halbfinale
Die Spiele fanden am 10. Mai 1981 statt.
|                     | Ergebnis |                  |
| ------------------- | -------- | ---------------- |
| FC Porto            | 2:1      | Vitória Setúbal  |
| Belenenses Lissabon | 0:1      | Benfica Lissabon |

## Finale
| Paarung          | Benfica Lissabon – FC Porto |
| Ergebnis         | 3:1 (1:1) |
| Datum            | 6. Juni 1981 |
| Stadion          | Estádio Nacional, Oeiras |
| Schiedsrichter   | Alder Dante |
| Tore             | 0:1 António Veloso (9., Eigentor) 1:1 Nené (31.) 2:1 Nené (55.) 3:1 Nené (85.) |
| Benfica Lissabon | Manuel Bento – João Laranjeira, Frederico Rosa, António Veloso, Minervino Pietra – Shéu, Carlos Manuel (84. Francisco Vital), João Alves (86. António Bastos Lopes), Fernando Chalana – César, Nené Cheftrainer: Lajos Baróti ( Ungarn)                           |
| FC Porto         | Tibi – António Lima Pereira (79. Romeu Silva), Gabriel Mendes, Carlos Simões , Fernando Freitas – Jaime Pacheco, Rodolfo Reis, Adelino Teixeira (65. António Sousa), Jaime Magalhães, José Alberto Costa – Mickey Walsh Cheftrainer: Hermann Stessl ( Österreich) |
| Gelbe Karten     | António Veloso (3.), Fernando Chalana (27.), Frederico Rosa (64.) – Rodolfo Reis (14.), Fernando Freitas (34.), Jaime Pacheco (56.), Carlos Simões (73.) |